# Гулордава, Леван Гагалиевич
Леван Гагалиевич Гулордава (груз. ლევან გულორდავა; укр. Леван Гагалійович Гулордава; 16 мая 1988, Зугдиди, Грузинская ССР, СССР) — украинский футболист грузинского происхождения, полузащитник. В настоящее время является вице-президентом и и. о. главного тренера клуба «Зугдиди», а также спортивным директором черниговской «Десны».

## Биография
Родился 16 мая 1988 года в городе Зугдиди. В детстве его семья переехала из Грузии на Украину в связи с войной в Абхазии.
Футболом начал заниматься в футбольной школе «Днепр-75» (Днепропетровск). В 2004 году перешёл в ДЮСШ «Динамо» (Киев), где занимался непродолжительное время. В 15-летнем возрасте получил приглашение в юношескую команду киевского «Арсенала» от тренера Юрия Гордиенко. В 2005 году включён в основной состав «Арсенала». Дебютировал в составе команды 21 сентября 2005 года в матче Кубка Украины против «Буковины» (1:0).
В 2007 году побывал на просмотре в российском клубе «Крылья Советов», но команду в то время возглавил новый тренер, который не видел игрока в составе. В итоге подписал контракт с «Металлистом». В Харькове играл за дублирующий состав, также побывал в аренде в клубах «Баия Зугдиди» (Грузия) и «Десна» (Чернигов).
Летом 2011 года проходил просмотр в «Кривбассе». В 2011 году подписал контракт с кировоградской «Звездой», за которую сыграл 6 матчей в чемпионате и 1 — в Кубке Украины, забил 2 гола. Впоследствии выступал за молодёжные составы «Александрии» и «Арсенала». В 2013 году вернулся в «Десну». Позже был игроком грузинского клуба «Зугдиди». В январе 2016 года выступал в составе любительской команды «Обухов» на Мемориале Макарова.
С 2016 года является спортивным директором «Десны». В августе 2016 года получил приглашение от грузинского «Зугдиди», где занял должность советника президента, а впоследствии стал вице-президентом клуба. После ухода Владимира Лютого из команды назначен исполняющим обязанности главного тренера «Зугдиди».